# 1,3-Dioxan
1,3-Dioxan ist eine chemische Verbindung aus der Gruppe der sauerstoffhaltigen Heterocyclen.

## Gewinnung und Darstellung
1,3-Dioxan kann durch Reaktion von 1,3-Propandiol und Formaldehyd gewonnen werden.

## Eigenschaften
1,3-Dioxan ist eine farblose, leicht flüchtige und entzündbare Flüssigkeit.

## Verwendung
1,3-Dioxan wird als Lösungsmittel bei der Synthese von 8- und 9-gliedrigen Dioxazocinen und Dioxazoninen eingesetzt.

## Sicherheitshinweise
Die Dämpfe von 1,3-Dioxan bilden mit Luft explosive Gemische (Flammpunkt 5 °C). Mit Luft kann es Peroxide bilden.